# Vincent Dole
Vincent Dole (Chicago, 18 mei 1913 – New York, 1 augustus 2006) was een Amerikaanse arts. Hij is vooral bekend geworden van de ontdekking dat methadon gebruikt kon worden als behandelmethode voor heroïne-verslaving.

## Loopbaan
Dole studeerde aan Stanford en Harvard voordat hij in 1941 in dienst trad bij het Rockefeller Institute for Medical Research. Tijdens de Tweede Wereldoorlog werkte hij in een marineziekenhuis. In 1964 ontdekte Dole samen met zijn onderzoekspartner Marie Nyswander — die later zijn tweede echtgenote zou worden — dat methadon als vervanger van heroïne veel minder schade aan het menselijk lichaam aanrichtte. Tot die tijd werd methadon (een uitvinding uit de jaren 30 van de 20e eeuw) nauwelijks geproduceerd omdat het vooral als een zwaar verslavende drug werd beschouwd. Dole en Nyswander ontdekten dat verslaafden aan methadon in tegenstelling tot heroïneverslaafden een min of meer normaal leven konden leiden. Desondanks bleef het gebruik van methadon in de Verenigde Staten omstreden.
Vincent Dole overleed op 93-jarige leeftijd aan de complicaties van een gescheurde aorta.